# Bruno Langley
Bruno Langley (Taunton, Somerset; 21 de marzo de 1983) es un actor inglés, más conocido por interpretar a Adam Mitchell en Doctor Who y a Todd Grimshaw en Coronation Street.

## Primeros años
Langley nació en Somerset de padres australianos, pero creció en Buxton, Derbyshire. Asistió a la escuela comunitaria de Buxton. Se entrenó en la Escuela Teatral de North Cheshire en Heaton Moor con el supermodelo británico Martyn Hett. Junto con sus hermanas fue miembro de un cierto número de orquestas juveniles de cuerda en las que interpretaba el violonchelo.

## Carrera
De 2001 a 2004, Langley interpretó el personaje de Todd Grimshaw en la soap opera de la ITV Coronation Street. Como el primer personaje abiertamente gay de la serie, Langley desarrolló un amplio seguimiento gay.
Tras abandonar Coronation Street, ha interpretado papeles como el de Adam Mitchell en Doctor Who con Christopher Eccleston y Billie Piper, apareciendo en dos episodios, Dalek y Una jugada larga, y grabó los comentarios de audio para los DVD de esos episodios. También hizo un pequeño papel en la película The League of Gentlemen's Apocalypse, estrenada en junio de 2005, un episodio de Dalziel and Pascoe, la poco distribuida película Halal Harry, y la lectura de Horace para BBC Radio 7.
En el verano de 2005, Langley apareció en la aclamada producción de Romeo y Julieta junto a la excompañera de serie Scarlett Alice Johnson en Stafford Castle, y el 30 de octubre de 2005 apareció en el Old Vic de Londres en la obra Night Sky con Christopher Eccleston, Navin Chowdhry, David Warner, Saffron Burrows y David Baddiel. En la primavera de 2006, apareció en Life Imitates Art en el Camden People's Theatre. En 2006, apareció en una producción de A Taste of Honey de gira por el Reino Unido con una breve parada en el Richmond Theatre. Rodó un pequeño papel en un filme en línea independiente, y regresó  a Coronation Street como invitado durante doce episodios. Desde mayo de 2008, apareció en el nuevo musical de La bella durmiente como protagonista junto a la antigua compañera de Coronation Street Lucy Evans en el Gaiety Theatre de Dublín. También apareció en el musical teatral de Flashdance, con Victoria Hamilton-Barritt, Bernie Nolan y Noel Sullivan.
En abril de 2011, regresó una vez más a Coronation Street para una pequeña trama, con su personaje, Todd, tabajando en un bar al norte de Londres. En noviembre de 2012 interpretó a Giles en el 60.º aniversario de La ratonera de Agatha Christie.

## Vida personal
Victoria, su novia de tres años, dio a luz a su hijo, Freddie, en mayo de 2007.

## Filmografía

### Series de televisión
| Año                              | Serie             | Personaje     | Notas         |
| -------------------------------- | ----------------- | ------------- | ------------- |
| 2001–2004, 2007, 2011, 2013–2017 | Coronation Street | Todd Grimshaw | 552 episodios |